# Campionati africani di atletica leggera 2018 - Getto del peso maschile
Il concorso del getto del peso maschile ai Campionati africani di atletica leggera di Asaba 2018 si è svolto il 2 agosto allo Stadio Stephen Keshi.

## Risultati
| Class   | Atleta                  | Nazione   | #1    | #2    | #3    | #4    | #5    | #6    | Risultati | Note                  |
| ------- | ----------------------- | --------- | ----- | ----- | ----- | ----- | ----- | ----- | --------- | --------------------- |
| Oro     | Chukwuebuka Enekwechi   | Nigeria   | 19.49 | 19.27 | 19.06 | 19.06 | 21.08 | 20.38 | 21.08     | Record dei campionati |
| Argento | Mohamed Magdi Hamza     | Egitto    | 18.46 | 19.23 | 19.23 | x     | 19.33 | x     | 19.33     |                       |
| Bronzo  | Kyle Blignaut           | Sudafrica | 18.04 | 18.19 | 18.19 | 19.05 | 17.75 | 18.07 | 19.05     |                       |
| 4       | Kalu Eke                | Nigeria   | 17.60 | 18.14 | 18.79 | x     | 17.93 | 18.42 | 18.79     |                       |
| 5       | Jason van Rooyen        | Sudafrica | 17.58 | 18.07 | 17.98 | x     | 18.27 | x     | 18.27     |                       |
| 6       | Henry-Bernard Baptiste  | Mauritius | 17.99 | 17.37 | 17.89 | x     | x     | 17.86 | 17.99     |                       |
| 7       | Adantor Yao             | Togo      | 16.25 | 17.32 | x     | 17.33 | 17.18 | x     | 17.33     |                       |
| 8       | Zegeye Moga             | Etiopia   | x     | x     | 15.18 | x     | 14.90 | x     | 15.18     |                       |
|         | Kuiche Takougoun        | Camerun   | x     | x     | x     |       |       |       | nm        |                       |
|         | Essohounamondom Tchalim | Togo      |       |       |       |       |       |       | dns       |                       |
|         | Mostafa Amr Hassan      | Egitto    |       |       |       |       |       |       | dns       |                       |
|         | Orazio Cremona          | Sudafrica |       |       |       |       |       |       | dns       | [ 1 ]                 |